# Современный вестерн
Современный вестерн — поджанр вестерна, который включает в себя современные декорации и использует темы Дикого Запада, архетипы и мотивы, такие как мятежный антигерой, открытые равнины и пустынные пейзажи или перестрелки. Этот поджанр также включает в себя жанры поствестерн, неовестерн и городской вестерн с современной обстановкой и «ковбойским культом», которые включают в себя чувства зрителей и понимание фильмов вестерн. Современный вестерн «частично включает в себя попытку объединить или примирить условности старой популярной формы с условности современного кино»:127. Можно сказать, что нео-вестерн использует западные темы, установленные в настоящее время:62. По словам Стивена Тео в «Eastern Westerns: Film and Genre Outside and Inside Hollywood», между нео-вестерном и пост-вестерном существует небольшая разница, и термины часто могут использоваться взаимозаменяемо:96.

## Сеттинг
Некоторые неовестерны все ещё происходят на Западе США и показывают прогресс менталитета Дикого Запада в конце 20-го и начале 21-го веков. В этом поджанре часто представлены персонажи типа Дикого Запада, борющиеся с перемещением в «цивилизованном» мире, который отвергает их устаревший бренд справедливости. Однако Современный Запад не должен ограничиваться традиционным американским Западом. «Блеф Кугана» и «Полуночный ковбой» являются примерами городских вестернов, действие которых происходит в Нью-Йорке:148-149. Действие нео-вестерна телесериала «Правосудие» происходит в Восточном Кентукки.

## Мотив и темы
Фильмография Тейлора Шеридана может быть использована в качестве шаблона для определения того, что означает нео-вестерн, с тремя идентифицирующими темами. Во-первых, отсутствие правил, когда мораль руководствуется инстинктами персонажа или аудитории о правильном и неправильном, а не на управлении. Второе — персонажи, ищущие справедливости. Третья тема, персонажи, испытывающие раскаяние, соединяет нео-вестерн с более широким вестерном, усиливая универсальную тему, последствия которой приходят с действиями. Другие конвенции жанра включают в себя «мужественность и, следовательно, патриархальные права… обеспеченные путём публичного исполнения компетентности; и компетентность, в свою очередь, измеряется и доказана (успешными) актами насилия».

## Разработка
Начиная с послевоенной эпохи, радиодрамы, такие как «Tales of the Texas Rangers» (1950—1952), с Джоэлом Маккри, современной детективной драмой, действие которой происходит в Техасе, отличались многими характеристиками традиционных вестернов. В этот период начали появляться предшественники жанра пост-вестерн современных нео-вестернов. Сюда входят такие фильмы, как «Похотливые люди» Николаса Рэя (1952) и «Плохой день в Блэк-Роке» Джона Стёрджеса (1955):56. Примеров современной «первой фазы» нео-вестернов включают такие фильмы, как «Lonely Are the Brave» (1962) и «Хад» (1963):324. Популярность поджанра возрождалась с момента выхода фильма Джоэла и Итана Коэна «Старикам тут не место» (2007).
Поджанр также можно увидеть на телевидении в таких телесериалах, как «Во все тяжкие». По словам создателя Винса Гиллигана: «После первой серии „Во все тяжкие“ мне стало ясно, что мы можем сделать современный вестерн. Итак, вы видите сцены, которые похожи на то, как стреляющие в квадрате, такие как Клинт Иствуд и Ли Ван Клиф — у нас есть Уолт и другие подобные»
Многие так называемые «космические вестерны» также могут быть классифицируются в нео-вестерне, особенно если элементы научной фантастики имеют второстепенное значение по сравнению с западными характеристиками сюжетных линий. Некоторыми известными примерами являются «Звёздный путь: Оригинальный сериал» (1966—1969), фильм «Безумный Макс» (1979) и сериал Джосса Уидона «Светлячок» (2002).